# Malin Moström
Malin Sofi "Mosan" Moström, född 1 augusti 1975 i Arnäs, Örnsköldsvik, är en svensk före detta fotbollsspelare. Hon var lagkapten i svenska landslaget, och deltog bland annat i världsmästerskapet i fotboll för damer 1999, VM 2003, damernas turnering i fotboll vid olympiska sommarspelen 2000 i Australien och motsvarande turnering vid olympiska sommarspelen 2004 i Aten i Grekland. Hon spelade under hela sin seniorkarriär för den svenska klubben Umeå IK.

## Biografi

### Karriär (översikt)
Malin Moström är en av Sveriges mest framgångsrika kvinnliga fotbollsspelare genom tiderna. Från sin position på mittfältet i Umeå IK har hon varit en av de viktigaste orsakerna till Umeå IK:s dominans i svensk och europeisk damfotboll under 2000-talets första decennium. Moström har även varit en av de viktigaste spelarna som bidragit till det svenska landslagets starka resultat under samma tid. Hon A-landslagsdebuterade för Sverige den 26 juli 1998 då Sverige vann en träningslandskamp mot England med 1–0 i Hemel Hempstead i England i Storbritannien. Malin utsågs till årets mittfältare tre år i rad åren 2003–2005 och var nia på listan över världens bästa fotbollsspelare 2006.

### Karriärslut, tillfällig återkomst
Den 21 december 2006 tillkännagav Moström att hon slutar med fotboll på toppnivå. Kort efter detta beslutade klubben Umeå IK, som Malin varit trogen i över 10 år, att ingen annan spelare någonsin kommer att bära tröja nummer 6 i laget, utan den kommer för alltid att tillhöra Malin Moström.
Den 26 juni 2007 gjorde Malin Moström en kort comeback för att hjälpa ett skadedrabbat Umeå IK. Moström skrev på ett korttidskontrakt med Umeå IK till den 12 juli. I 40-årsåldern kom en ny "come back", då Moström spelade futsal tillsammans flera av UIK-spelarna från förr.

### TV-framträdanden
2009 var Moström en av deltagarna i SVT:s TV-program Mästarnas mästare, där hon kom på andra plats. Hon medverkar även i Sveriges Televisions dokumentära TV-serie Den andra sporten från 2013.

## Familj
Malin Moström är gift med ishockeyspelaren Jesper Jäger. Tillsammans har de två döttrar.

## Meriter

### Klubbresultat (med Umeå IK)
- Damallsvenskan: Vinnare (6) 2000, 2001, 2002, 2005, 2006, 2007
- Svenska Cupen: Vinnare (4) 2001, 2002, 2003, 2007
- Svenska Supercupen: Vinnare 2007
- Uefa Women's Champions League: Vinnare (2) 2002/2003, 2003/2004

### Landslagsmeriter
- Moström har spelat 113 A-landskamper, och på dessa gjort 21 mål.[1]
- EM: Silver 2001, brons 2005
- VM 1999: Kvartsfinal
- VM 2003: Silver
- OS 2000: Gruppspel
- OS 2004: Fjärde

### Individuella meriter
- Fotbollsgalan 2001
  - Diamantbollen: 2001
- Fotbollsgalan 2003
  - Årets mittfältare, dam 2003
- Fotbollsgalan 2004
  - Årets mittfältare, dam 2004
- Fotbollsgalan 2005
  - Årets mittfältare, dam 2005
- Fotbollens Hall of Fame – invald 2019, som nummer 68[5]